# Karboximetil-cellulóz
A karboximetil-cellulóz (E466) a cellulózból szintetikus úton előállított, mesterséges vegyület. 

## Kémiai felépítése
A karboximetil-cellulóz a cellulóz karboximetil-étere: a cellulózban található egyes hidroxilcsoportokban (–OH) lévő hidrogént karboximetil-csoporttal (-CH2COOH) helyettesítik, így -OCH2COOH-t kapva. 
A cellulóz glükózból álló polimer, így minden egyes glükózhoz három darab karboximetil-csoport csatlakozhat. Ezt 3,0 DS-ként jelölik (DS = degree of substitution = a hidrogén etil- vagy metilcsoporttal való helyettesítésének mértéke). A poláris karbonsavcsoportok jelentősen megnövelik az anyag oldhatóságát.

## Felhasználása
Erősen viszkózus tulajdonsága miatt az élelmiszeriparban emulgeálószerként, valamint térfogatnövelőként alkalmazzák E466 néven. Ezen kívül számos egyéb területen is alkalmazzák, többek között fogkrémekben, vízbázisú festékek adalékanyagaként, szexuális síkosítóként, diétás gyógyszerekben, papírtermékekben, és mesterséges könny előállításához. 

## Egészségügyi hatások
Napi maximum beviteli mennyisége nincs meghatározva. Nagy mennyiségben fogyasztva puffadást, hasmenést okozhat. Nincs ismert toxikus vagy allergén hatása.

## Egyéb vegyületei
- nátrium-karboximetil-cellulóz (E466, emulgeálószer)
- keresztkötött nátriumkarboximetil-cellulóz (E468, emulgeálószer)
- enzim által hidrolizált karboximetilcellulóz (E469, emulgeálószer)